# Lobivia raphidacantha
Lobivia raphidacantha là một loài thực vật có hoa trong họ Cactaceae. Loài này được (Backeb.) J. Ullmann mô tả khoa học đầu tiên năm 1992.